# Quilombo e Senzala do Carmo
O Quilombo do Carmo, localizado no bairro do Carmo, na cidade de São Roque (São Paulo), é um local onde encontram-se as ruínas da Senzala e do Casarão que existiam ali originalmente. Há também uma comunidade remanescente quilombola que vive no local, reconhecida pelo Ministério da Cultura por meio da Fundação Palmares.
Atualmente a Senzala e o Casarão do Bairro do Carmo se encontram em ruínas. Há 170 famílias vivendo no local, onde a área ocupada pela comunidade quilombola corresponde a 6,6 alqueires, que estão distribuídos ao redor da capela de Nossa Senhora do Carmo. Em 1919 essa área possuía 2.175 alqueires.

O processo de titulação das terras está em andamento, através do Instituto Nacional de Colonização e Reforma Agrária (Incra) e pela Universidade Federal de São Carlos (Ufscar).